# Морщинистая каракара
Морщинистая каракара (лат. Phalcoboenus carunculatus) — вид птиц из семейства соколиных (Falconidae). Подвидов не выделяют. Распространены в парамо Эквадора и Колумбии.

## Описание
Морщинистая каракара достигает длины тела 51—56 сантиметров; размах крыльев 112—119 см, длина хвоста 19—22 см. Верхняя часть тела блестящего чёрного цвета. Кроющие перья верхней части хвоста белые; на конце хвоста расположено большое белое пятно. Части нижней части тела чёрного цвета, пересекаются белыми полосами, а брюхо и нижняя часть хвоста полностью окрашены в белый цвет. В полете нижние кроющие крыльев и основание маховых перьев белого цвета. Остальные чёрные маховые перья перемежаются белыми пятнами, расположенными близко друг к другу. Радужная оболочка тёмно-коричневая. Восковица, лицо и верхняя часть горла от красноватого до оранжево-красного цвета, ноги бледно-жёлтые, клюв голубовато-серый.

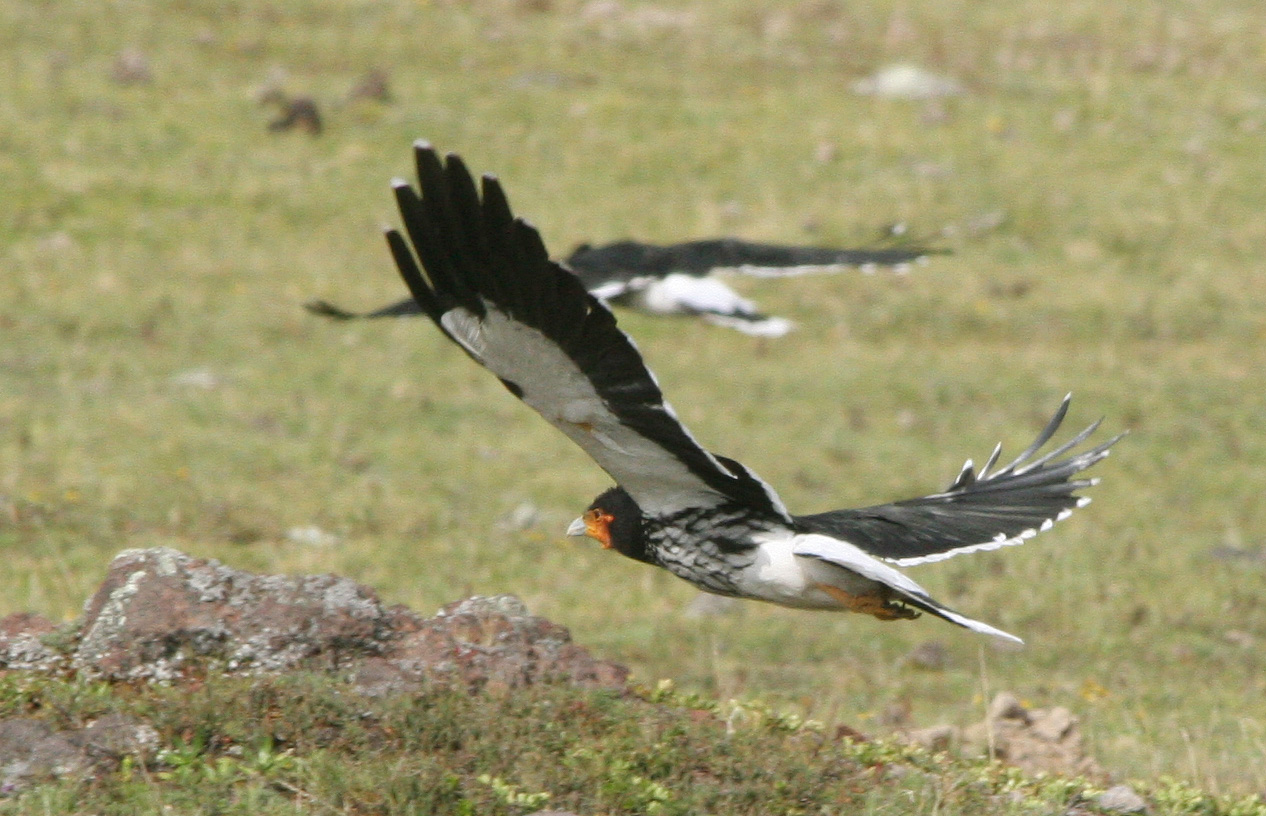

Молодые особи коричневого цвета; голова, надхвостье и нижняя часть тела более бледные с неясными бурыми пятнами. Лицо и ноги сероватые.

## Вокализация
Обычно молчаливая птица. Во время взаимодействия издает скрежещущий и визгливый лай; также может издавать длинные серии резких нот.

## Биология
Осёдлый вид. Вне сезона размножения могут собираться в стаи более чем из 100 птиц.

### Питание
Всеядная птица. Рацион включает червей, личинок, улиток, рыбу, мелких грызунов, птиц, ящериц, растительные вещества. Наблюдаются значительные локальные различия в составе рациона. Питается в основном на земле, часто ходит или бегает. Группы до 8 (или, возможно, даже 40) особей видели кормящимися вместе, как правило, вблизи крупного рогатого скота или лам.

### Размножение
Яйца откладываются в сентябре и октябре. Гнездо сооружается из палок и располагается в расщелинах между камнями или между ветвями дерева. В кладке обычно 2 яйца. Птенцы оперяются в январе.

## Распространение и места обитания
Распространены в Эквадоре и Колумбии. Безлесные районы верхнего умеренного пояса, на высоте 3000—4000 м; в парамо или на травянистых пастбищах с разбросанными кустарниками. Зафиксированы на высоте 4700 м вблизи вершины Пичинчи, Эквадор.